# Lauren Storm
Lauren Marlene Storm (Chicago, Illinois, 2 de enero de 1987) es una actriz estadounidense.

## Biografía
Storm nació en Chicago, Illinois. Su padre es alemán luterano y su madre es judía. Storm se suscitó en esa religión. Actualmente es miembro del consejo de administración de Kids with a Cause y Olive Crest, dos organizaciones de caridad. Lauren comenzó a modelar a la edad de nueve, y se graduó de la Barbizon Modeling and Acting School en Chicago. Con solo 12 años, participó en un concurso de talentos, en Nueva York, para aspirantes a actores y modelos. Unos meses después fue convocada por algunas agencias de teatro que la representaron y tuvo que esperar seis meses, ubicándose en Los Ángeles, antes de obtener su primer papel importante. A la edad de 16, se graduó en la Excelsior School de Los Ángeles. Lauren Storm también es pintora y desde 2006 ha dedicado gran parte de su tiempo a dicha actividad, exponiendo sus obras en una página web.
Entre los años 2000 y 2005 aparecido como secundaria en varias series de televisión antes de protagonizar la serie Flight 29 Down como Taylor Hagan. La serie fue retransmitida en Latinoamérica por Boomerang y supuso su lanzamiento al estrellato. El mismo año en que terminó de aparecer en ella participó en la película The Game Plan junto a Madison Pettis. Más tarde, en 2009, interpretó a Treece Kilmer, una de las protagonistas de I Love You, Beth Cooper.

## Filmografía

### Películas
| Año  | Título                            | Personaje          |
| ---- | --------------------------------- | ------------------ |
| 2002 | What Leonard Comes Home To        | Erin Huff          |
| 2004 | Gamebox 1.0                       | Moza Pamela        |
| 2007 | The Game Plan                     | Cindy              |
| 2007 | Resurrection Mary                 | Erica              |
| 2008 | Together Again for the First Time | Chinelle Frobisner |
| 2008 | Whore                             | Lauren             |
| 2008 | The Jerk Theory                   | Amy                |
| 2009 | I Love You, Beth Cooper           | Treece Kilmer      |
| 2009 | The Inner Circle                  | Rachel Dugan       |
| 2011 | The Roommate                      | Novia de Maria     |
| 2011 | Munger Road                       | Rachael Donahue    |
| 2011 | M.U.D                             | Suzie              |
| 2014 | My Eleventh                       | Lauren             |
| 2014 | Correcting Christmas              | Samantha           |
| 2015 | Last Word                         | Karen              |

### Series de televisión
| Año         | Título                | Personaje    | Notas        |
| ----------- | --------------------- | ------------ | ------------ |
| 2001        | Boston Public         | Donna Stuart | 2 episodios  |
| 2002        | Malcolm In The Middle | Laurie       | 2 episodios  |
| 2003        | 24                    | Jenna        | 2 episodios  |
| 2004        | Joan of Arcadia       | Lori         | 1 episodio   |
| 2004        | CSI: Miami            | Cameron      | 1 episodio   |
| 2004        | 7th Heaven            | Christina    | 1 episodio   |
| 2004 - 2006 | A pesar de todo       | Kaitlin      | 2 episodios  |
| 2005 - 2007 | Flight 29 Down        | Taylor Hagan | 28 episodios |
| 2009        | Drop Dead Diva        | Jenny Hanson | 1 episodio   |